# 테슬라 노트
테슬라 노트(일본어: テスラノート, TESLA NOTE)는 원작은 니시다 마사후미와 쿠보 타다요시, 작화는 산노미야 코타가 담당한 일본의 만화이다. 『주간 소년 매거진』(코단샤)에서 2021년 6호부터 32호까지 연재해, 『망가 포켓』(코단샤)에 이적해 동년 8월 4일부터 발간 중.

## 줄거리
토머스 에디슨도 인정한 천재 과학자 니콜라 테슬라는 그 발명의 전 기록을 테슬라의 조각이라 불리는 수정으로 보관했다. 시간은 흘러 현재. 근래 닌자의 후예이자 최고의 모보원으로 자란 근래 보탄은 노르웨이에서 불가사의한 사건이 일어난 것을 계기로 일본안전강흥주식회사의 의뢰로 수정을 회수하는 임무 미션T에 소집된다.
일본 안전 흥행의 넘버원을 자칭하는 자동차와 콤비를 짠 보탄은, 세계의 파멸조차 일으킬지도 모르는 "테슬라 조각"을 둘러싸고, 전 세계의 스파이들과의 쟁탈전을 벌이게 된다.